# Jeanménil
Jeanménil là một xã, nằm ở tỉnh Vosges trong vùng Grand Est của Pháp.